# 金鈴社
金鈴社（きんれいしゃ）は、大正時代の美術団体。会員は、吉川霊華、結城素明、平福百穂、鏑木清方、松岡映丘（年齢順）の5名。7年弱という短い団体であったが、会の名前通り、当時の画壇に清らかな音色を響かせた。

## 概要
大正5年（1916年）5月、美術雑誌『中央美術』の主宰である田口掬汀が、自身の経営する日本美術学院と接点を持っていた身近な作家に呼びかけて、結城素明、鏑木清方、吉川霊華、平福百穂、松岡映丘ら当時の中堅作家5人により結成された。その趣旨は当時既に閉塞状況にあった文展に対して、自由な制作発表の場を持とうというものであった。そのため難しい会則などはなく、「今後随時集まって話し合うこと」「一年一回気ままな作品で展覧会を開くこと」「時折学者を招いて来会者と共に公演を聞くこと」「一人一党、各自の自由を侵さないこと」「同人のうち一人でも、もう止めようと云い出したらこだわりなくすぐ止そう」といった申し合わせが決められた程度で、会自体は何らの制作思想や規約を持たなかったことが、美術団体としては特異な点となる。
ただし唯一の特徴としては、帝展では会場における印象を強めるために大型作品（俗に「会場芸術」と呼ばれる）ばかりが制作される傾向にあったが、金鈴社ではこれに対して実際に当時の家屋で飾ることの出来る作品を原則としていた。命名は霊華により、出典はないが「金の鈴」という名前の響きが良く、同人たちの芸術的性質にもよく合い、画壇に爽やかな鈴の音を響かせ警鐘を鳴らそうという狙いからだと推測される。一方、金鈴社の影響からか不明だが、大正9年（1920年）には歌人・九条武子が歌集『金鈴』を上梓し、この時期金鈴堂という絵具屋や、金鈴会なる金融業の店までできたという。
1917年（大正6年）2月に三越本店で第一回展を開催し、1922年（大正11年）6月までに計7回の展覧会を開催した。講演会も6回開き、藤懸静也（第1回）や、黒板勝美（第4回）、村上直次郎・永井潜（第5回）、芥川龍之介（第6回）らを招いた。第7回展を最後に解散した主な理由は5人の作家の制作状況の自然な変化であり、翌1923年（大正12年）には5人全てがの審査員となっているように、画壇での地位を確立した結果特殊な発表の現場としての金鈴社がその存在意義を失っていたからである。
ただし、金鈴社解散の後も会員たちの友人関係は特に変わりはなく、田口を交えて随時会合を続けており、これは同じく霊華によって「挿柳」と名付けて呼んでいたという。